# Look at Me Now
Look At Me Now est une chanson interprétée par Chris Brown en duo avec Busta Rhymes et Lil Wayne.

## Présentation
Cette chanson est connue pour la rapidité du couplet de Busta Rhymes car c'est à ce jour, une des chansons les plus rapidement rappées au monde[non neutre] (avec certaines chansons de Busta ainsi que certaines de Twista et Rap God de Eminem.

## Classement hebdomadaire
| Classement (2011)              | Meilleure position |
| ------------------------------ | ------------------ |
| Australie (ARIA)               | 46                 |
| Australia Urban (ARIA)         | 15                 |
| Canada (Hot 100)               | 51                 |
| France (SNEP)                  | 85                 |
| Nouvelle-Zélande (RMNZ)        | 37                 |
| Royaume-Uni (UK R&B Chart)     | 13                 |
| Royaume-Uni (UK Singles Chart) | 44                 |
| États-Unis (Hot 100)           | 6                  |
| États-Unis (R&B/Hip-Hop Songs) | 1                  |
| États-Unis (Pop Airplay)       | 29                 |